# شاي دارجيلنغ
شاي دارجيلنغ هو شاي مصنوع من نبات الكاميليا الصينية الذي يزرع ويعالج في منطقة دارجيلنغ أو منطقة كليمبونج في البنغال الغربية في الهند. منذ عام 2004، أصبح مصطلح شاي دارجيلنغ مؤشرا جغرافيا مسجلا يشير إلى المنتجات المنتجة في بعض العقارات داخل دارجيلنغ وكاليمبونج. تُعالج أوراق الشاي معالجة الشاي الأحمر ، مع أن بعض العقارات قد وسعت عروض منتجاتها لتشمل الأوراق المناسبة لصنع الشاي الأخضر والأبيض والشاي والأولنغ.